# Rice (Ohio)
Rice önkormányzat nélküli település az USA Ohio államában, Putnam megyében. 